# 戦国来ちゃいました
『戦国来ちゃいました』（せんごくきちゃいました）とは、REXiが運営するプレイバイウェブ（PBW）。2015年よりサービス開始。
REXi製のPBWとしては5作目にあたる。「PBW2.0」をコンセプトに掲げ、同社の従来作品とは一線を画するゲームシステムやUIを取り入れている。
主な略称は「戦来(せんきた)」。公式サイト上で設定されているツイッターのハッシュタグも「#戦来」となっている。

## ゲームシステムの特徴
- 同社の他のゲームとは別に、新たなユーザー登録が必要となる。
- 従来までは、課金する事で得られる「REXポイント」は、同社の全てのサービスで共通して使用できたが、本ゲームで課金サービスを受けるには、別途「スター(★)」を購入する必要がある。
- カードという概念を取り入れ、従来のアイテムや装備、魔法、スキル、キャラ設定などをこれによって管理している。
- カード強化やカード進化といった、これまでにない育成システムを取り入れている。
- CP(ゲーム内通貨)やTP(経験値)、カード(アイテム等)など、従来は各キャラ単位で所持されていたものが、ユーザー単位で所持するようになっている。そのため、Aというキャラで得たTPによって、代わりにBを成長させる事などができる。
- シナリオの公開から出発までが約2日と、従来の半分程度まで縮められている。

## 世界観
- 寛永15年(1638年)の日本が舞台(2015年9月現在)。そこへ現代から飛ばされてきた人間が多数いるという設定であり、彼らは来世人(らいせびと)と呼ばれる。この来世人がユーザーの扱うキャラクターとなる。
- 来世人はなぜか、現代では持ち得なかった不思議な能力を宿している(魔法、八咫烏の召喚能力など)。
- 鬼や妖怪など、化身と呼ばれる超常的脅威が存在する。来世人は「来世人ギルド」という組織を通し、それらと戦う事となる。
- この時代の技術レベルや文化などは、基本的に史実通りのようだが、来世人の影響を受けた文化なども存在している。（公式サイトの「世界設定」ページ内「∇認められた特例と来世のお祭り」コラム参照）
- 徳川家光や宮本武蔵、柳生十兵衛など、実在した人物も登場する。ただし、天草四郎は鬼であったなど、大胆な改変もある。（公式サイトのトップページ内「島原平定。四郎、鬼の本性を現す！」出来事参照）

## キャラクターの属性
キャラクターは下記の6つの属性のうち、2つを選択する事ができる。組み合わせは全15種類。
武士（もののふ）
奥義法を使用可能。物理的戦闘に秀でた属性。
神凪（かんなぎ）
神楽法を使用可能。攻撃魔法に秀でた属性。
陰陽（おんみょう）
陰陽法を使用可能。支援に秀でた属性。
忍者（にんじゃ）
忍法を使用可能。トリッキーな能力に秀でた属性。
傀儡（くぐつ）
傀儡法を使用可能。機巧(からくり)の操作が可能な属性。
僧兵（そうへい）
退魔法を使用可能。回復も攻撃も可能な属性。

## スタッフ
- コンセプトワーカー:冴島鋭士
- エグゼクティブアドバイザー:楽市、火村高斗
- シナリオディレクター:K次郎、北野旅人

## 関連サイト
- 戦国来ちゃいました公式サイト
- レクシィ株式会社公式サイト